# Jinhuaniangniang
Jinhuaniangniang is een vruchtbaarheidsgodin in de Guangdongse-Chinese volksreligie en daoïsme. Ze had als echt mens geleefd en overleed op haar vijftiende. Zwangere vrouwen zagen haar steeds bij de bevalling. De bevallingen liepen dan altijd voorspoedig. De bevolking verhief haar tot beschermgodin voor zwangere vrouwen en later ook beschermgodin van kleine kinderen. Ze wordt vooral vereerd in de Chinese provincie Guangdong. In deze provincie zijn tientallen tempels van haar te vinden. Tegenwoordig wordt Jinhuanianniang ook aanbeden om het krijgen van een zoon.
De verjaardag van Jinhuaniangniang wordt gevierd op de 17e dag van de vierde maand in de Chinese kalender.